# Наси (еврейский титул)
Наси (נָשִׂיא; мн. число נְשִׂיאִים, несиим), в Библии — глава патриархальной семьи (Быт. 23:6), клана, племени или государства. Наси были предводителями народа Израиля в пустыне после исхода из Египта (Исх. 16:22; 34:31); как главы колен Израилевых они перечислены поимённо в книге Числа (1:4-16). Двенадцать несиим были посланы лазутчиками в Землю обетованную и были облечены полномочиями распределить наделы между коленами. Наси должен был приносить особые дары и жертвы в скинию завета (Исх. 35:27; Чис. 7:10). После завоевания Ханаана титул наси постепенно вышел из употребления и был возрождён пророком Иехезкелем, обозначившим этим именем будущего правителя Израиля. Хасмонеи долгое время избегали именовать себя царями и носили титул наси. Монеты времени восстания Бар-Кохбы несут имя и титул вождя: «Шим‘он неси Исраэль»; аналогично Бар-Кохба именуется и в обращённых к нему письмах.
Титул наси носил председатель Синедриона; глава суда на протяжении всего периода амораев также именовался наси. Возможно, что титул наси в этом значении вошел в употребление лишь со времени Иехуды ха-Наси (конец II в. н. э.), деятели более ранней эпохи не звались так при их жизни. С другой стороны, не исключено, что титул был впервые применен в 30 г. до н. э. во времена Гиллеля и даже, что должность наси возникла в период, предшествующий Хасмонеям. Во всяком случае, потомки Гиллеля носили этот титул (возможно, с краткими перерывами); последним наси из рода Гиллеля был раббан Гамлиэль VI, смещение (415) и смерть (426) которого положили конец институту наси.
Роль наси приобрела особое значение после разрушения Второго храма. Римская администрация признавала наси политическим главой («патриархом») еврейского народа. Как председатель Синедриона наси совместно с его членами провозглашал начало месяца, високосный год и т. п. (см. Календарь); он возглавлял публичные молебны о дожде, посвящал учёных в звание, поддерживал регулярные связи с евреями диаспоры, направляя в еврейские общины проповедников и учителей, учреждал там суды и благотворительные фонды. Возглавляемый наси суд обладал законодательной властью и издавал такканот (постановления), вводившиеся от имени наси.
После эпохи гаонов титул наси сохранялся во многих еврейских общинах на протяжении всего средневековья, иногда лишь в качестве почётного титула, иногда обозначая носителя определённой должности. В качестве глав общин наси действовали в Иерусалиме, в Фостате (Каир), в Багдаде, Дамаске, Мосуле (Сирия), мусульманской Испании. (См. также Нагид.) Некоторые из них обладали значительной властью, подобной власти эксилархов, — в частности, в Эрец-Исраэль, Сирии и Египте. Возможно, последним наси этого типа был Сар Шалом бен Пинхас (начало XIV в.), живший в Багдаде. Караимы, начиная с основателя секты Анана бен Давида и вплоть до XVIII в., именовали своих глав наси.
В новое время термин наси употребляется на иврите в значении «президент»; так, глава Государства Израиль именуется наси.